# Diego Barreto
Diego Daniel Barreto Cáceres (ur. 16 lipca 1981 w Lambaré) – paragwajski piłkarz występujący na pozycji bramkarza. Od 2009 roku zawodnik Cerro Porteño, grającego w Primera División de Paraguay. Posiada również obywatelstwo włoskie.

## Kariera klubowa
Barreto jest wychowankiem Cerro Porteño. Stąd w wieku 24 lat wyjechał na pół roku do Hiszpanii, gdzie reprezentował barwy drugoligowej Almerii. Nie rozegrał tam jednak ani jednego spotkania i szybko wrócił do Cerro Porteño. W 2007 roku podpisał kontrakt z argentyńskim Newell’s Old Boys. Z krótką przerwą na wypożyczenie do Paragwaju, spędził tam w sumie półtora roku. W roku 2008 ponownie wyjechał do Europy, tym razem do Szwajcarii, gdzie został zawodnikiem drugoligowego FC Locarno. Rozegrał tam jedynie jeden mecz, w którym wpuścił aż 4 gole. Było to derbowe spotkanie z FC Lugano. Niebawem powrócił do ojczyzny, gdzie występował w stołecznym Sol de América, a w lipcu 2009 już po raz czwarty został piłkarzem Cerro Porteño.

### Statystyki klubowe
| Klub              | Sezon     | Rozgrywki                     | Mecze | Gole |
| ----------------- | --------- | ----------------------------- | ----- | ---- |
| Cerro Porteño     | 2010      | Primera División de Paraguay  | 0     | 0    |
| Cerro Porteño     | 2009      | Primera División de Paraguay  | 13    | 0    |
| Sol de América    | 2009      | Primera División de Paraguay  | 19    | 0    |
| Locarno           | 2008–2009 | Challenge League              | 1     | 0    |
| Cerro Porteño     | 2008      | Primera División de Paraguay  | 4     | 0    |
| Newell’s Old Boys | 2007–2008 | Primera División de Argentina | 0     | 0    |
| Cerro Porteño     | 2007      | Primera División de Paraguay  | 0     | 0    |
| Cerro Porteño     | 2006      | Primera División de Paraguay  | 38    | 0    |
| UD Almería        | 2005–2006 | Segunda División              | 0     | 0    |
| Cerro Porteño     | 2005      | Primera División de Paraguay  | 8     | 0    |
| Cerro Porteño     | 2004      | Primera División de Paraguay  | 1     | 0    |
| Cerro Porteño     | 2003      | Primera División de Paraguay  | 7     | 0    |

Ostatnia aktualizacja: 1 stycznia 2010.

## Kariera reprezentacyjna
Barreto był podstawowym golkiperem reprezentacji Paragwaju U-20 na Młodzieżowych Mistrzostwach Świata w 2001 roku. Tam Paragwaj doszedł aż do półfinału, gdzie jednak poległ wynikiem 0:5 z Argentyną. Członkiem dorosłej kadry narodowej Barreto jest od 2004 roku i brał udział w Copa América 2004 oraz Igrzyskach Olimpijskich 2004 w Atenach. W 2010 roku został powołany przez selekcjonera Martino do szerokiej kadry na Mundial.

### Statystyki reprezentacyjne
| Reprezentacja | Rok  | Mecze | Gole |
| ------------- | ---- | ----- | ---- |
| Paragwaj      | 2010 | 1     | 0    |
| Paragwaj      | 2009 | 0     | 0    |
| Paragwaj      | 2008 | 0     | 0    |
| Paragwaj      | 2007 | 0     | 0    |
| Paragwaj      | 2006 | 0     | 0    |
| Paragwaj      | 2005 | 0     | 0    |
| Paragwaj      | 2004 | 2     | 0    |

Ostatnia aktualizacja: 24 maja 2010.